# 阮徐訓
阮徐訓（1959年—），越南裔美國人，美國海軍少將。

## 早年經歷
阮徐訓出生於越南共和國順化市社，父親是越南共和國軍裝甲騎兵中校阮俊（Nguyễn Tuấn），母親名爲徐氏如松（Từ Thị Như Tùng）。1968年新春攻勢中，在西貢扶董裝甲營地的一場戰役中，他的父母和五個兄弟姐妹在家中被越共突擊隊殺害。當時他也中彈了，在母親因爲失血過多而死之前在她身邊待了兩個小時，最終他活了下來。阮徐訓的叔叔阮秀當時是越南共和國空軍上校，他收養了阮徐訓。
有說法稱當時殺阮徐訓家人的越共成員即爲後來被南越警察總監阮玉鸞少將當街處決的戰俘阮文歛上尉；惟英美軍史學者 Max Hastings 與 Ed Moise 於2018年的研究指稱阮文斂涉阮俊一家九口血案係戰後杜撰，真凶至今仍不明。
1975年，16歲時，阮秀和妻子金枝帶着家人，包括阮徐訓在越南共和國政權垮臺前離開了西貢，至奧克拉荷馬州 Midwest 市定居；阮秀於 Tinker 空軍基地附近的福斯汽車廠擔任技工，阮徐訓則在披薩店打工。

## 教育
1977年，阮徐訓於當地高中業後，進入奧克拉荷馬州立大學就讀電機工程學，於1981年取得理科學位，此後陸續於南方衛理會大學、普渡大學和卡內基美隆大學修得本科、製造工程與資訊科技三個碩士學位。2020年，入選奧克拉荷馬州立大學工程、建築和技術學院名人堂，並獲得該校最高榮譽的 Melvin R. Lohmann 獎章。

## 生平

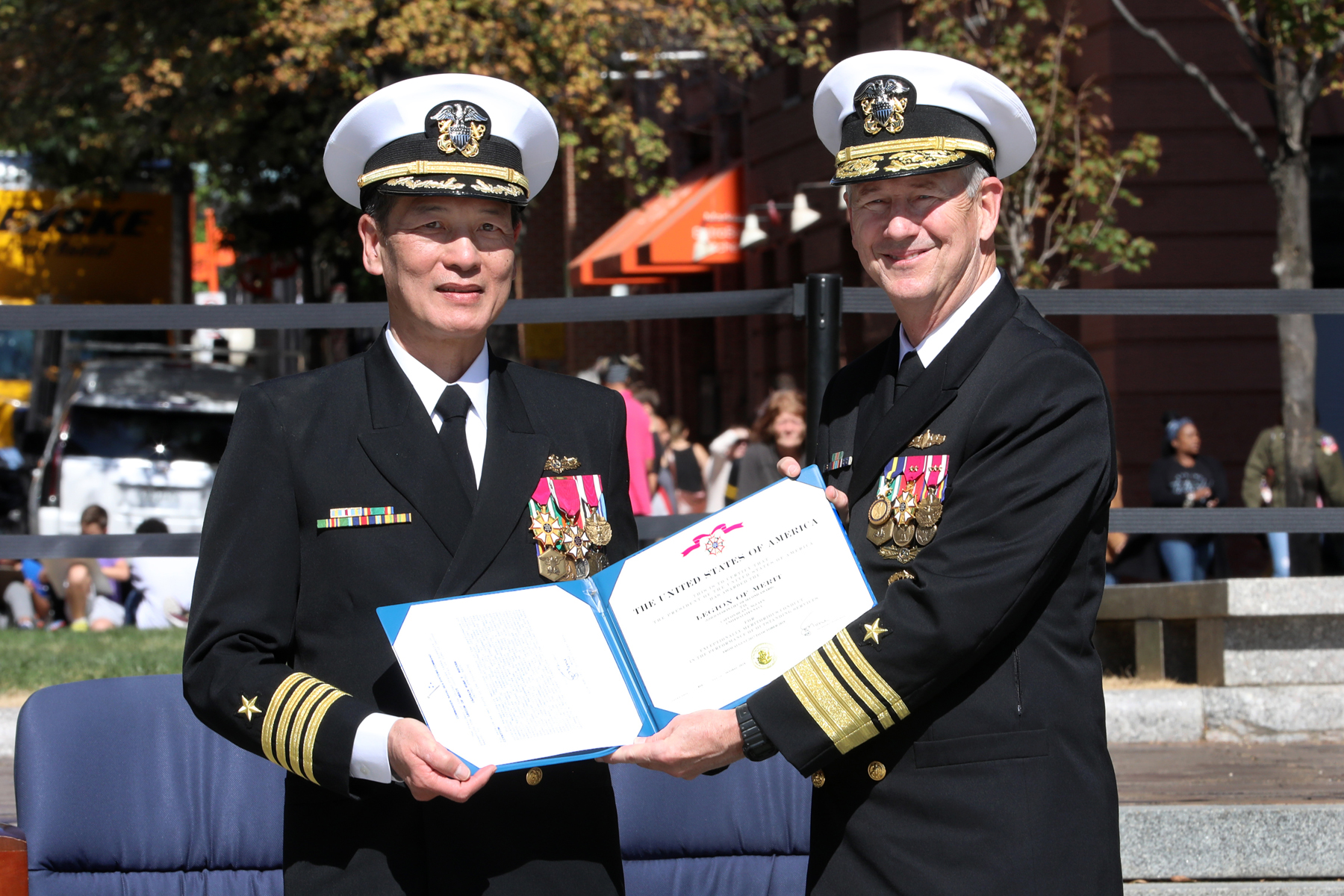
Nguyen 與海軍中將 Thomas Moore 於2019年合影

### 美國海軍
阮徐訓因目睹美國水手與陸戰隊員於1975年南越失守時對其家人的照顧而決心加入美國海軍，於1993年經由預備役工程官科培訓計畫任命。其後在橫須賀基地、Naval Sea Systems Command (NAVSEA)、太平洋艦隊與海軍研究辦公室服務。2019年10月10日，晉任成為首位越裔美籍的海軍少將， 於華盛頓海軍工廠擔任 NAVSEA 的網際工程部門副指揮官。2022年10月7日退役，獲頒三項功績勳章、銅星勳章、軍功獎章、二項海軍與陸戰隊嘉獎獎章與二項成就獎章。

### 平民工程
1994年8月，阮徐訓開始為通用汽車公司管理其負責設計與整合動力總成控制模組的團隊。2006年，任職美國銀行副總裁並為其建立電腦安全標準和程序。2009年，加入 Exelis 國防科技企業，管理反陸上電戰、反遙控爆炸裝置系統和減干擾系統等各項獨立研發計畫。